# Giulio Santagata
Giulio Santagata (ur. 1 października 1949 w Zocca, zm. 5 stycznia 2024 w Modenie) – włoski polityk i ekonomista, były minister i deputowany.

## Życiorys
Ukończył studia ekonomiczne na Università degli Studi di Modena e Reggio Emilia. Pracował jako menedżer i konsultant firm sektora prywatnego i publicznego. W drugiej połowie lat 90. współpracował z Romano Prodim jako jego doradca, najpierw w rządzie, później w Komisji Europejskiej.
W 2001, 2006 i 2008 uzyskiwał mandat posła do Izby Deputowanych XIV, XV i XVI kadencji, wykonywał go do 2013. Należał do współtwórców programu wyborczego centrolewicowej koalicji wyborczej L'Unione, która wygrała w 2006 wybory krajowe. Działał w partii Margherita, z którą w 2007 współtworzył Partię Demokratyczną.
Od 17 maja 2006 do 7 maja 2008 sprawował urząd ministra ds. aktywowania programu rządowego w drugim rządzie Romano Prodiego.